# Comités communistes pour l'autogestion
Pour les articles homonymes, voir CCA.
 (novembre 2017).
Les Comités communistes pour l'autogestion (CCA) étaient une organisation d'extrême gauche française qui a existé de 1977 à 1982, et qui rassemblait des militants pablistes et le « groupe carrefour » de la Ligue communiste révolutionnaire (LCR). Ce groupe ne rassemblait pas plus de 300 militants.

## Origine
Les CCA sont nés de la rencontre de militants, souvent étudiants, à la fois trotskystes et autogestionnaires. Les membres fondateurs sont généralement issus de deux partis politiques :
- La Ligue communiste révolutionnaire (LCR), notamment le Groupe carrefour, un courant minoritaire présent quasiment uniquement dans les secteurs « étudiant », « lycéen » et « santé ». Ce groupe, dirigé notamment par Gilles Casanova (Swanee), Gérard Delahaye (Ingrid) Robi Morder (Ernesto), François Morvan (Dietrich), Francis Pothier (Laroche), était connu pour accorder une plus grande importance aux mouvements sociaux et à l'autogestion comme moyen d'action politique, et se rapprocher des positions pablistes concernant les nouveaux mouvements sociaux (féminisme, écologie, etc.)[1]. Ils poussaient à la fusion du PSU et de la LCR[2] ;

- Le Parti socialiste unifié (PSU), et plus exactement sa Tendance B, au sein de laquelle étaient particulièrement actifs les militants de l'ancienne Alliance marxiste révolutionnaire (AMR) d'inspiration pabliste [1]. Elle était dirigée notamment par Michel Fiant, Gilbert Marquis et Maurice Najman et en secteur étudiant entre autres par son frère Charly Najman et des féministes, ainsi que par Marguerite Guillien du secteur paysan.

Des prises de contacts ont eu lieu après le printemps 1976 lors des grèves contre le plan Saunier-Seité. La formalisation de rencontres entre les dirigeants du « groupe carrefour » et les leaders de l'ex-AMR n'est née qu'à la rentrée 1976. Il n'était alors pas prévu de créer une nouvelle organisation, mais de travailler ensemble à une fusion LCR/PSU. Les départs de la LCR n'étaient pas prévus par le groupe Carrefour, mais se sont déroulés sous la pression des événements. La tendance B du PSU avait prévu une rencontre nationale les 7 et 8 mai 1977, qui, avec la présence des militants provenant de la LCR devient la réunion constitutive de la nouvelle organisation. Les CCA ne sont ainsi officiellement créés qu’en mai 1977 après le refus de la LCR de fusionner avec le PSU et l'orientation prise vers les partis de l'« Union de la gauche » par le PSU aux municipales de mars 1977. Peu après, quelques militants de l'Organisation communiste des travailleurs (OCT), avec notamment Didier Leschi, Jean-François Jousselin et Michel Taubman, rejoignent les CCA.

## Activité
Politiquement, les CCA ne se développeront jamais vraiment. Alors qu'en mai 1977, ils pouvaient compter sur la participation d'un millier de militants ex-PSU et d'une centaine d'ex-LCR, 600 personnes participent à la réunion nationale de fondation, leurs effectifs passent très vite à 250 au premier congrès de Lyon (octobre 1977), et demeurent ensuite entre 200 et 300 militants. Sous certains aspects, ils font davantage figure de « club d'intellectuels que d['une] véritable organisation ». Aux législatives de mars 1978, ils participent aux listes « Pour le Socialisme, le Pouvoir aux travailleurs » avec la LCR et l'Organisation communiste des travailleurs (OCT). Les CCA présentent dans le cadre de cet accord des candidats menant campagne dans une vingtaine de circonscriptions. Les CCA sont alors présents dans une trentaine de villes, les points forts étant, en dehors de la capitale, Besançon, Lyon, Nantes, Bordeaux, Nice, Reims. Ils publient un hebdomadaire, Commune, qui devient mensuel en 1982, Jeunesse Rebelle en direction des jeunes, plusieurs brochures et bulletins. Le « Centre d'histoire du travail » à Nantes détient une collection assez complète de ces publications.
Les CCA sont actifs dans certaines entreprises (création du syndicat démocratique des banques après l'exclusion de la CFDT en 1979/1980), présents à Chausson, à Air Inter, aux PTT, aussi bien à la CGT qu'à la CFDT, et parviennent à développer une réelle influence dans le syndicalisme étudiant et chez les lycéens.
Ainsi, ils créent en 1979 au Mouvement d'action syndicale (MAS) une tendance autogestionnaire nommée Tendance syndicaliste autogestionnaire (TSA). Ils sont rapidement rejoints par certains des rocardiens qui s’étaient dispersés après que la LCR leur eut pris la direction du syndicat au congrès de Grenoble en 1977. 
La TSA a obtenu 20 % des mandats au congrès de 1979. L’année suivante, les CCA, par l'intermédiaire de la TSA, participent à la fondation de l'UNEF-ID. Ils intègrent une large alliance entre mitterrandiens, rocardiens et CCA, la Tendance syndicaliste autogestionnaire reconstruction syndicale (TSARS). Mais celle-ci manquait d'unité : elle n'était ni autogestionnaire, car elle incluait des mitterrandiens, ni socialiste du fait de la présence des CCA. Elle explose ainsi en plein congrès de Nanterre (fondation de l'UNEF-ID en mai 1980), les rocardiens et les mitterrandiens créant la Tendance pour l’unité syndicale.
Dans les lycées, les militants des CCA sont présents dans les luttes de l'automne 1978 et mènent des campagnes du type « conseils de classe publics ». Sur cette base, à l'instar de la « coordination permanente des CET » (CP CET) dans laquelle ils sont présents, ils fondent au « congrès national lycéen » de 1979 une « Coordination permanente lycéenne » (CPL), « syndicat autogestionnaire » qu'ils animent et où sont présents également l'OCT, la LCR et les jeunes rocardiens. Stéphane Fouks a été militant de la CPL.

## La fin des CCA: l'élection de 1981 et les scissions
Les CCA signent l'appel « Pour l'union dans les luttes » lancé le 18 décembre 1979, qui regroupe des militants critiques du PCF et du PS, prônant l'union des deux partis en vue de l'élection présidentielle de 1981 tout en insistant sur la nécessité d'une mobilisation importante pour soutenir celle-ci. 
Dès 1981, les CCA se lézardent. Une cinquantaine de militants (Gilbert Marquis, Maurice Najman, Henri Benoits), réunis dans la Tendance I (« autogestionnaire et internationaliste »), pabliste, décide de refonder l'AMR (Alliance marxiste révolutionnaire) dès mai 1981. Ils quittent donc les CCA en juin 1981, après la décision des CCA de présenter 80 candidats aux élections législatives. Certains de ces militants (Najman) avaient soutenu la candidature de Coluche.
La tendance 2, une cinquantaine de militants autour de Robi Morder, François Morvan, Marguerite Guillien, Gilles Casanova et Didier Leschi, implantés essentiellement à Paris, Nantes et Reims, et la tendance 3 (Michel Fiant) soutenaient la candidature d'Alain Krivine, qui n'a pas pu se présenter faute d'avoir réuni les 500 signatures de parrainage. Aux législatives de juin 1981, les CCA présentent plus de 80 candidats, ce qui les rendra présents dans la campagne télévisée. 
Les CCA sont réduits au congrès de 1982 de l'UNEF-ID, la tendance qu'ils animent, avec les militants de l'AMR et des autogestionnaires sans parti, ne pesant plus que 1,5 % des mandats. Mais ils parviennent à maintenir une certaine influence en obtenant par exemple la gestion de la section locale de la MNEF de Reims. 
Le coup de grâce est ensuite porté en novembre 1982 par le départ de la Tendance II des CCA, essentiellement les parisiens et des nantais. La plupart, dont Robi Morder, Patrick Worms ou Christophe Ramaux, retournent à la LCR ; l'adhésion collective sera effective en juin 1983, après quelques mois de discussion avec la direction de la LCR. Didier Leschi, issu de l’Organisation communiste des travailleurs (OCT), suit provisoirement ce même parcours, alors que Gilles Casanova rejoint le PS dans le courant Jospin d'abord, puis devenant proche de Jean-Pierre Chevènement. Plusieurs groupes (celui de Nantes en 1984, puis celui de Lyon) vont pratiquement se dissoudre dans la Fédération pour une gauche alternative (FGA), qui participe à la recomposition de la gauche après le « tournant de la rigueur » de 1983, travaillant notamment avec l'aile gauche des Verts.
Malgré la scission des CCA, la tendance syndicaliste autogestionnaire se maintient avec toutes ses sensibilités. En 1984, elle fusionne avec la tendance LEAS (Luttes étudiantes - Action syndicale). 
À la fin des années 90, on retrouvera une bonne partie des militants des anciens CCA, pour ceux qui n’ont pas rejoint le PS ou le Mouvement des citoyens, à l’AREV Alternative rouge et verte devenue depuis Les Alternatifs.
Aujourd'hui, on retrouve une bonne partie des militants des anciens CCA (Robi Morder ...) dans le mouvement Ensemble ! (membre du Front de Gauche), fondé en novembre 2013, dans lequel Les Alternatifs se sont dissous en mars 2015.
On retrouve nombre d'anciens membres des CCA dans l'Association pour l'autogestion créée en 2011 pour succéder au Collectif Lucien Collonges (un des pseudonymes de Michel Fiant décédé en 2015), collectif qui avait publié  "L'autogestion hier, aujourd'hui, demain", (Paris, Syllepse, 2010).

## Sources
- Sophie Béroud, Patrick Le Tréhondat, René Mouriaux, Patrick Silberstein, « Éléments pour l’étude du courant “pabliste”. Discours et pratiques autogestionnaires», in Georgi (Frank) (dir.), Autogestion. La dernière utopie, Paris, Publications de la Sorbonne, 2003.
- Roland Biard, "Dictionnaire de l'extrême-gauche", Paris, Belfond, 1978.
- Serge Cosseron, "Dictionnaire de l'extrême-gauche", Paris, Larousse, 2007.
- Bruno Della Sudda, Jean-Pierre Hardy, Arthur Leduc, Patrick Silberstein, "Mouvement syndical, forces politiques et autogestion en France" in Lucien Collonges (Collectif), "L'autogestion hier, aujourd'hui, demain", Paris, Syllepse, 2010.
- Fonds d'archives et fonds étudiants et de militants, brochures et presse  revues Sous le drapeau du socialisme, Mise à jour, journal Commune, Jeunesse Rebelle) :  BDIC (Nanterre), Cité des mémoires étudiantes (Aubervilliers), CHT (Nantes).
- Robi Morder, Notes de lecture du livre de Jean-Christophe Cambadélis, "Le chuchotement de la vérité… "; disponible sur le site du GERME
- Jean-Paul Salles, La Ligue Communiste Révolutionnaire (1968-1981) : instrument du Grand Soir ou lieu d’apprentissage ?, Rennes, Presses universitaires de Rennes, coll. « Histoire », 2005, 424 p. (ISBN 2-7535-0194-7, ISSN 1255-2364, BNF 40095068, lire en ligne).
- Isabelle Sommier, "Les gauchismes", in Dominique Dammame, Boris Gobille, Bernard Pudal, Frédérique Matonti (dir.), "Mai-Juin 1968", Paris, l'Atelier, 2008.
- Dictionnaire biographique du mouvement ouvrier, mouvement social, (dit Le Maitron), Paris, université Paris, Centre d'histoire sociale du XXe siècle-CNRS/éditions de l'Atelier. Voir notices : Michel Fiant, Gilbert Marquis, Maurice Najman.